# Sainte-Radegonde (Saône-et-Loire)
Sainte-Radegonde é uma comuna francesa na região administrativa de Borgonha-Franco-Condado, no departamento de Saône-et-Loire. Estende-se por uma área de 22,95 km². Em 2010 a comuna tinha 152 habitantes (densidade: 6,6 hab./km²).